# Polnische Sommermeisterschaften im Skispringen 2012
Die Polnischen Sommermeisterschaften im Skispringen 2012 fanden am 2. September 2012 statt. In einem gemeinsamen Wettkampf auf der Adam-Małysz-Schanze in Wisła fand neben der Meisterschaft der Polen auch das nationale Meisterschaftsspringen der Tschechen von der Großschanze statt. Der Wettkampf wurde vom polnischen Skiverband PZN organisiert.

## Großschanze

### Teilnehmer
| 37 Teilnehmer aus elf Vereinen | 37 Teilnehmer aus elf Vereinen |
| --- | --- |
| - KS Wisła Ustronianka (10) - AZS Zakopane (6) - LKS Klimczok Bystra (5) - SSR LZS Sokół Szczyrk (5) - TS Wisła Zakopane (3) - KS Chochołów (2) | - WKS Zakopane (2) - UKS Sołtysianie Stare Bystre (1) - KS AZS-AWF Katowice (1) - LUKS-SKI Lubawka (1) - Zagórskie TS Zakucie (1) |

### Ergebnis

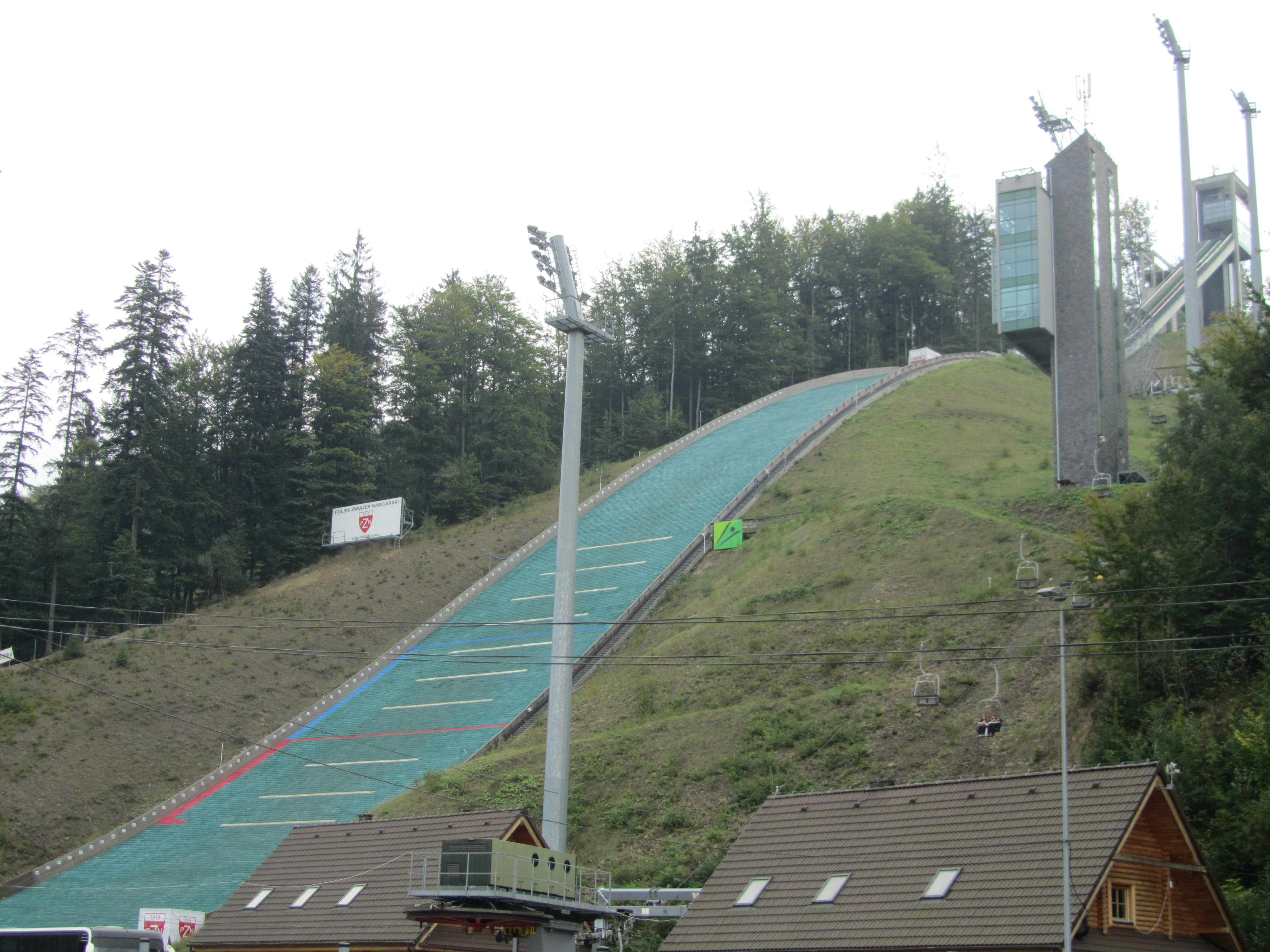
Austragungsort: Malinka

Den Wettbewerb von der Malinka (HS 134) gewann der 21-jährige Maciej Kot vor dem drei Jahre jüngeren Krzysztof Biegun. Nach dem Qualifikationsspringen waren 37 Polen für den Wettbewerb startberechtigt, von denen letztlich 36 in die Wertung kamen. In der folgenden Ergebnistabelle werden lediglich die Resultate polnischer Athleten aufgeführt. Die durchschnittliche Weite von 108,8 Metern im ersten Durchgang erhöhte sich in der Finalrunde auf 115,5 Meter. In der gemeinsamen Wertung mit den Tschechen landete der beste Tscheche Antonín Hájek hinter Kot, Biegun, Stoch und Kubacki auf dem fünften Rang.
| Platz | Name                 | Verein                | Weite 1 | Weite 2 | Punkte |
| ----- | -------------------- | --------------------- | ------- | ------- | ------ |
| 01.   | Maciej Kot           | AZS Zakopane          | 129,0   | 127,5   | 255,7  |
| 02.   | Krzysztof Biegun     | SSR LZS Sokół Szczyrk | 126,0   | 117,5   | 234,8  |
| 03.   | Kamil Stoch          | AZS Zakopane          | 122,5   | 120,0   | 234,0  |
| 04.   | Dawid Kubacki        | TS Wisła Zakopane     | 123,0   | 120,5   | 233,3  |
| 05.   | Aleksander Zniszczoł | KS Wisła Ustronianka  | 119,5   | 122,0   | 229,7  |
| 06.   | Bartłomiej Kłusek    | LKS Klimczok Bystra   | 116,0   | 125,0   | 229,3  |
| 07.   | Piotr Żyła           | KS Wisła Ustronianka  | 121,5   | 119,5   | 228,3  |
| 08.   | Andrzej Zapotoczny   | AZS Zakopane          | 120,0   | 119,5   | 226,6  |
| 09.   | Rafał Śliż           | KS Wisła Ustronianka  | 121,0   | 116,0   | 221,1  |
| 10.   | Krzysztof Miętus     | AZS Zakopane          | 120,5   | 114,5   | 217,5  |
| 11.   | Grzegorz Miętus      | AZS Zakopane          | 117,0   | 117,5   | 216,6  |
| 12.   | Jan Ziobro           | WKS Zakopane          | 117,5   | 113,0   | 207,4  |
| 13.   | Łukasz Rutkowski     | TS Wisła Zakopane     | 109,0   | 120,0   | 204,2  |
| 14.   | Stefan Hula          | SSR LZS Sokół Szczyrk | 114,5   | 109,5   | 194,7  |
| 15.   | Szczepan Kupczak     | SSR LZS Sokół Szczyrk | 113,0   | 109,0   | 191,6  |